# Parafia Przemienienia Pańskiego w Żukowie (archidiecezja warszawska)
Parafia Przemienienia Pańskiego w Żukowie – rzymskokatolicka parafia należąca do dekanatu brwinowskiego, archidiecezji warszawskiej, metropolii warszawskiej Kościoła katolickiego, z siedzibą w Żukowie. Parafia obsługiwana jest przez księży diecezjalnych, według stanu na kwiecień 2014 obsada personalna liczy jednego kapłana. Zgodnie ze stanem na grudzień 2023 proboszczem parafii jest ks. Sławomir Jastrzębski. 

## Kościół parafialny
Świątynią parafialną jest drewniany kościół pochodzący z XVII wieku. 